# 2616 Lesya
2616 Lesya è un asteroide della fascia principale. Scoperto nel 1970, presenta un'orbita caratterizzata da un semiasse maggiore pari a 2,1620691 UA e da un'eccentricità di 0,0766291, inclinata di 1,44290° rispetto all'eclittica.